# Teofil Stanisław Nowosielski
Teofil Stanisław Nowosielski (ur. 6 grudnia i ochrzczony 21 grudnia 1812 w Radomsku – zm. 25 grudnia 1888 w Warszawie). Od 1837 roku żonaty z Niemką Julianną Hackebeil poznaną w Dreźnie, gdzie mieszkał do 1840 roku. Mecenas kulturalny, zachodnioeuropejski podróżnik, wszechstronny lingwista, tłumacz, pisarz. Dobroczynnie współfinansował wydatki realizowane w ramach programów i organizacji działalności Wydziału Ochrony Warszawskiego Towarzystwa Dobroczynności założonego w 1814 z inicjatywy hr. Zofii Zamoyskiej z Czartoryskich.

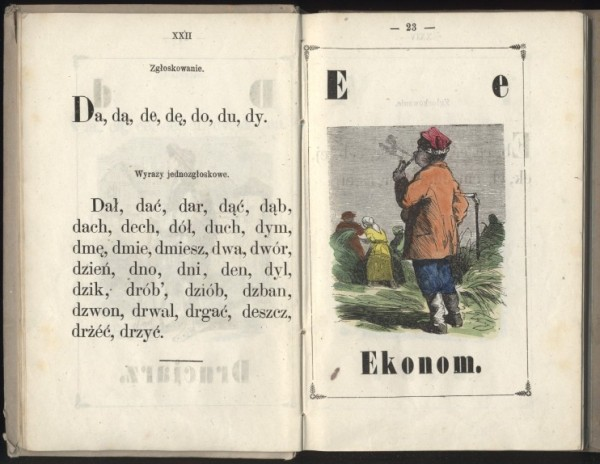
Teofil Stanisław Nowosielski rycina Ekonoma – Towarzysz pilnych dzieci. Początki czytania i innych wiadomości sposobem łatwym i do pojęcia młodocianego wieku zastosowanym, Warszawa, 1866.

## Rodowód
Pochodził z Nowosielskich h. Ślepowron – arystokratycznej rodziny posłów i senatorów, prowadzącej prospołeczną szeroką działalność dobroczynną na terenie I Rzeczypospolitej i Wielkiego Księstwa Litewskiego. Od wieków związani z poglądami kościoła ewangelickiego dla którego wybudowali kilka kompleksów o charakterze religijnym. Rodzina od średniowiecza nosiła dziedziczny szlachecki honor Hrabiego, a także posiadała rodowy książęcy tytuł Kniazia.
W epoce porozbiorowej Nowosielscy byli uporczywie prześladowani za organizację powstań narodowych przeciwko restrykcyjnym rządom Mikołaja I Pawłowicza. W efekcie aktywnego uczestnictwa w wielu powstaniach XVIII/XIX wieku (insurekcji kościuszkowskiej, powstania listopadowego oraz Wiosny Ludów). Car dokonał konfiskaty majątków co przyczyniło się do emigracji przedstawicieli rodu Nowosielskich oraz opuszczenia najbliższej ojczyzny, wyjechali do Tbilisi 1845-1853, a następnie Imperium Osmańskiego 1853/1885 (H.E. Teodor Nowosielski ur. 1853 Tbilisi – 1938 Chojnice). Rodzina Nowosielskich aktywnie od 21 lutego 1854 organizowała bitwy na Kamczatce w Piertopawłowsku oraz w Odessie w Wojnie Krymskiej po stronie Anglii i Francji. Teodor s. pułkownika i strzelca wyborowego Stanisława Nowosielskiego na emigracji w Stambule przebywał do 1885 roku.

## Patrylinearny system pokrewieństwa
Teofil Stanisław był synem Franciszka Nowosielskiego 1788-1854, zamożnego dziedzica z dóbr Gnatowice w pow. miechowskim, 25 km na płn.-wsch. od Nieborowa i Bolimowa, dyplomowanego absolwenta warszawskiego Wydziału Prawa i Administracji, Rejenta Gubernatury w Kaliszu, Rejenta przy Trybunale Cywilnym 1836-1854, Regenta kancelarii w Kaliszu i matki Marianny Wiktorii Wilamowskiej (ślub 6 lutego 1812 roku w Radomsku). Teofil był wnukiem Jana Nowosielskiego (1746-1811) Ekonoma Wielkiego z Bolimowa, dziedzicznie wcześniej zamieszkałego w Nowosielcach na Podlasiu i Marianny Gardulińskiej. Posiadał sześcioro rodzeństwa z ojca Franciszka.

## Życiorys
Pierwsze nauki pobierał w domu, w latach 1818–1824, kształcił się w naukach humanistycznych w szkole księży pijarów w Kaliszu, następnie w seminarium w Brzegu na Dolnym Śląsku. Od 1837 roku mieszkał w Warszawie początkowo był aplikantem w ministerstwie Komisji Rządowej Przychodów i Skarbu. Podróżował po Europie zachodniej przez 5 lat. Biegle władał językiem angielskim, niemieckim, francuskim, czeskim. Po powrocie do kraju porządkował działalność Wydziału Warszawskiego Towarzystwa Dobroczynności, którym przez wiele lat kierował. W 1838 był założycielem i twórcą pierwszej, zorganizowanej w Warszawie ochronki dla ubogich dzieci.
Ochronki przyjmowały dzieci w wieku 3–7 lat wyłącznie rodziców pracujących i miały im zapewnić bezpłatnie opiekę i wychowanie. Rodzice mieli pokrywać jedynie koszty dożywienia. Nad pracą ochronek czuwał Teofil Nowosielski, który uprzednio konsultował się ze swoim przyjacielem Friedrichem Wilhelmem Fröbel zamieszkałym na stałe w Dreźnie, ustalając najlepszą formę kształcenia i pomocy dobroczynnej na ziemiach Kongresowego Królestwa Polskiego. Przetłumaczył na język polski podręcznik Jana Svobody Wykład praktyczny prowadzenia dzieci w ochronie. Tłumaczenie to wywarło duży wpływ na kształtowanie się pierwszych zasad teoretycznych wychowania przedszkolnego na ziemiach polskich. Po powrocie do Kongresowego Królestwa Polskiego jako powiernik założył w 1839 pierwszą ochronkę, następnie zorganizował większą ilość tego typu placówek. Po wykształceniu odpowiedniej liczby wychowawców Nowosielski założył 5 nowych ochron w najbiedniejszych dzielnicach miasta, obejmujących opieką 450 dzieci. W 1847 powstała ochronka w Kaliszu, w latach 1850–1860 powstały w Płocku, Białej, Kielcach i Radomiu. W trakcie swojego życia Teofil Nowosielski przygotował podwaliny rozwoju w edukacji przedszkolnej dla następnej epoki.
Zmarł w Warszawie 1888 roku,  został pochowany na cmentarzu Powązkowskim w Warszawie. Żonaty, dzieci nie pozostawił.

## Twórczość
Teofil Stanisław Nowosielski pisał, tłumaczył, finansował i wydawał następujące tomy literackie i bajki:
- Chronologia książąt i królów polskich wierszem i prozą, 1868.
- Historia Polski dla dzieci treściwie napisana, 1882.
- Dzieje Polski w obrazkach wierszem i prozą dla dzieci napisane, z dodaniem historyi i jeografii dawnej Polski treściwie zebranej, 1882.
- Ilustrowany abecadlnik historyczny dla dzieci polskich, publikacja encyklopedyczno-informacyjna, 1862.
- Złota książeczka, czyli Zbiór ciekawych i nauczających powiastek Fryderyka Hoffmann, 1853.
- Dra Arnolda krótkie powiastki dla wprawy młodzieży w polskim i niemieckim języku, 1870.
- Paryż po zmierzchu, czyli Nocne życie paryzkie, tłumaczenie z języka angielskiego, 1881.
- Wykład praktyczny prowadzenia dzieci małych w ochronie, tłumaczenie z języka czeskiego Jana Vlastimíra Svoboda, 1840.
- Gwiazdka dla dobrych dzieci, zbiór powiastek o charakterze moralno-religijnym, 1840.
- Krzyżyk dla dobrych dzieci, obejmował on wierszyki i powiastki, 1841.
- Bajki i powiastki oryginalne i naśladowane dla dzieci, tom I 1842, tom II 1861,
- Świat dziecięcy, 1842/1843.
- Towarzysz dla pilnych dzieci, 1846.
- Lalka dobrze wychowana oraz Latarnia magiczna, tłumaczenie z języka francuskiego, 1850.
- Humoreski, 1841.
- Mali ludzie i ich świat, 1868.
- Podarek dla grzecznych dzieci, 1876.
- Mały żebrak, czyli Módl się i pracuj: powieść, 1854.
- Piosnki nie piosnki, Grzeszki parnsowe, 1843.
- Pokój dziecinny, 1877.
- Melon i dynia, 1842.

Bohaterami powiastek T. Nowosielskiego są dzieci i dorośli, którzy prezentują swoim zachowaniem cenne wartości: szacunek do starszych, wiarę w Boga, prawdomówność, posłuszeństwo, pracowitość. Nowosielski zajmował się także przekładami. Dał tzw. ‘wolny przekład’ dramatu F. Halama pt. „Kamoens” (1845), dla dzieci przetłumaczył z j. niemieckiego m.in. A. Wintera „Rodzinę poczciwego Petro, czyli związki przyjaźni pomiędzy dziećmi i zwierzętami” 1851, E.J. Arnolda „Krótkie powiastki dla wprawy młodzieży w polskim i niemieckim języku do odczytywania” 1852, F. Hoffmanna „Złotą kaczkę, czyli zbiór ciekawych nauczających powiastek” 1853 oraz powieści cenionej w owych czasach autorki T. Gurnpert” Mały żebrak, czyli: Módl się i pracuj” 1854. Z francuskiej beletrystyki dla dzieci wybrał do przekładu opowieść E.Foa „Mały Robinson paryski” 1857. Nowosielski opracował także „Wybór bajek i przypowieści oryginalnych i tłumaczonych, zebranych i wydanych z dawniejszych i obecnych pisarzy polskich” 1848. Przełożył również wydane w języku angielskim dziełko pt. „Paris after donk” na „Paryż o zmierzchu, czyli nocne życie paryskie” 1881.